# جورج دبليو. ريس جونيور
جورج دبليو. ريس جونيور (بالإنجليزية: George W. Reese, Jr.)‏ هو محامي أمريكي، ولد في 10 أغسطس 1923 في نيو أورلينز في الولايات المتحدة، وتوفي في 22 يناير 1998.